# 美濃市立上牧小学校御手洗分校
美濃市立上牧小学校御手洗分校（みのしりつ かみまきしょうがっこう　みたらいぶんこう）は、かつて岐阜県美濃市に存在した公立小学校の分校。

## 概要
- 上牧小学校[注釈 1]の分校であり、美濃市御手洗に存在した。廃校前年の1964年の児童数は41名。

## 沿革
- 1873年（明治6年）4月 - 御手洗村に洗心義校が開校。曹源寺[注釈 2]を仮校舎とする。
- 1875年（明治8年） - 養才義校、洗心義校、育明義校が統合され、牧渓学校となる。
- 1880年（明治13年） - 牧渓学校御手洗分教場を設置。
- 1886年（明治19年） - 上牧簡易科小学校御手洗分教場に改称する。その後、上牧尋常小学校御手洗分教場に改称する。
- 1889年（明治22年）7月1日 - 上野村、乙狩村、御手洗村、小倉村が合併し、上牧村が発足。
- 1900年（明治33年） - 上牧尋常高等小学校御手洗分教場に改称する。
- 1941年（昭和16年）4月1日 - 上牧国民学校御手洗分教場に改称する。
- 1947年（昭和22年）4月1日 - 上牧村立上牧小学校御手洗分校に改称する。
- 1954年（昭和29年）4月1日 - 美濃町、洲原村、下牧村、上牧村、大矢田村、藍見村、中有知村が合併し、美濃市が発足。同時に美濃市立上牧小学校御手洗分校に改称する。
- 1965年（昭和40年） - 廃校。